# Château de Bouges
Le château de Bouges est un château français situé dans la commune de Bouges-le-Château dans le département de l'Indre et la région Centre-Val de Loire.
Ce pavillon champêtre, ou élégante« folie » bâtie en pierre de taille, a été construit en 1765 par un architecte non identifié pour Claude Charles François Leblanc de Marnaval, maître de forges et directeur de la Manufacture royale de draps de Châteauroux. 
Protégé au titre des monuments historiques, le château de Bouges, comme une centaine d’autres monuments, propriété de l’État, est géré, animé et ouvert à la visite par le Centre des monuments nationaux.

## Histoire
La terre de Bouges (Condita Bolgensis) est mentionnée en 917 dans la charte de fondation de l'abbaye de Déols. Au XIIIe siècle, elle relève de la châtellenie de Levroux. En 1218, le seigneur de Châteauroux, Guillaume de Chauvigny, la laisse en apanage à ses frères. Elle se transmet par les femmes (cf. l'article Levroux) jusqu'au XVe siècle et, par le mariage en 1416 de Jacquette du Peschin avec Bertrand V de La Tour d'Auvergne, la seigneurie, vraisemblablement constituée à cette époque d'une motte féodale, va entrer dans la famille des Médicis.
En effet, un siècle plus tard, en 1518, leur arrière-petite-fille, Madeleine de La Tour d'Auvergne, épouse Laurent II de Médicis. De cette union naît Catherine de Médicis dont le mari devient roi de France sous le nom de Henri II. Celle-ci ne s'intéresse pas à ses terres de Berry et, en 1547, année de son accession au trône, elle offre la moitié de la terre de Bouges à son conseiller et premier maître d'hôtel, Jean-Baptiste Seghizo, « en récompense et reconnaissance [...] de bons, grands et fidèles services ». Le petit castel est décrit comme une « maison-fort (sic), fossés, basse-cour, maison et jardin étant en ladite paroisse et bourg de Bouges ». Par des achats et échanges successifs, Jean-Baptiste Seghizo recomposé la terre de Bouges dont il finit par détenir la totalité en 1565. De son vivant, elle est divisée entre ses neveux, Marc Antoine, premier écuyer tranchant de la reine, « capitaine de la ville et château » de Verneuil-sur-Seine, et Jean Marc. Mais ceux-ci décèdent sans enfant de sorte que la donation revient à Jean-Baptiste qui « vend, cède, quitte et délaisse » Bouges au profit d'un autre neveu, Marc Antoine, en vertu d'une autorisation donnée par Catherine de Médicis le 20 septembre 1570.
Au lendemain de la Fronde, le 26 octobre 1657, la terre est donnée à bail à Françoise de Prunelé, veuve d'Anne de Tournebu, conseiller du roi en les conseils d'État et privé, premier président en requête du palais à Rouen. Son descendant, Claude Le Roux, hérite de Bouges en 1684. Après lui, la terre passe par succession à Claude Lignaud de Lussac, mais celui-ci, criblé de dettes, voit ses biens saisis et Bouges est vendue par adjudication à Jacques Alleaume, trésorier de France en la généralité d'Alençon, en vertu d'un décret du 15 novembre 1717. 
Sa veuve, Blanche Marie Anne Lenormand, abandonne son bien à son fils, Jean Jacques Alleaume, trésorier de France en la généralité de Bourges. L'épouse séparée de biens de ce dernier vend la seigneurie de Bouges et ses dépendances (Bretagne, La Champenoise et Liniez) à Claude Charles François Leblanc de Marnaval, le 30 mars 1759, pour 275 000 livres, y compris les meubles et effets mobiliers évalués à 25 000 livres. Les actes de vente du XVIIIe siècle indiquent que l'ancienne motte féodale avait été fortifiée, sans doute durant les Guerres de religion et la Fronde.

### 1759-1781: Leblanc de Marnaval et la construction du château actuel
Leblanc de Marnaval est un maître de forges qui a réalisé une importante fortune et épousé Marie Anne Gaudard, fille d'un trésorier de France au bureau des finances de la généralité de Bourges. Il fait raser l'ancienne maison forte et construire sur ses vestiges, vers 1765, le château actuel dont le fronton porte ses armes et celles de son épouse. Les travaux sont menés rapidement puisque l'affiche de la vente de 1781 indique que « le château est bâti à neuf depuis dix ans ». Le 19 mars 1763, des lettres patentes confèrent à Marnaval d'autorisation d'exercer ses droits seigneuriaux de basse, moyenne et haute justice et celui-ci fait dresser à cette fin, l'année suivante, un plan terrier de son domaine en 28 planches par l'arpenteur François Bonnin.
Le propriétaire ne cesse d'effectuer des travaux et améliorations dans son domaine. En 1778, il procède à une transformation d'ampleur des toitures : c'est peut-être seulement à cette époque qu'elles sont réalisées à l'italienne. L'allée cavalière est tracée après échange de prés avec divers particuliers. Des orangers sont placés sur les terrasses. Une volière et une fabrique trouvent leur place dans le parc.
Marnaval fait faillite en 1778 et vend la terre de Bouges, le 11 avril 1779 « avec tous les bâtiments, basse-cour y contiguë, l'orangerie, jardin, parc, terrasses, avenues et autres dépendances », ainsi que les ornements et le mobilier dont 20 000 livres de glaces. Son frère, Leblanc de Logny, capitaine des chasses du duché de Berry, la remet contre 516 000 livres à Jean François, marquis de Rochedragon, colonel d'infanterie, qui n'en disposera qu'à partir de 1781. Sont compris dans la vente « tous les ornements mis à perpétuelle demeure dans le château », estimés à 52 785 livres, mais les travaux de toiture effectués en 1778 sont considérés comme « une dépense purement voluptuaire (sic) et qui n'a pu donner aucune augmentation de valeur au château ».

### 1781-1818: le marquis de Rochedragon
Le nouveau propriétaire Jean François (1744-1816), marquis de Rochedragon, baron de Mirebeaux, est « mestre de camp des armées du roi, colonel général infanterie française et étrangère », chevalier de Malte et chevalier de l'ordre royal et militaire de Saint-Louis. Avec son épouse, Adélaïde Félicité de Sailly (1753-1785), il habite l'hôtel de Conti, rue Saint-Dominique à Paris. Il augmente le domaine et l'administre avec soin et en tire des revenus importants. Il reste sur ses terres durant la Révolution française qui semble ne l'avoir que peu affecté. C'est tout juste si le conseil municipal de Bouges, rebaptisé « Fonds-Cœur », fait enlever les grilles du portail, réalisées aux forges de Clavières, qui sont adjugées à un bourrelier de Bourges ; mais les ferronneries des balcons échappent à la réquisition. Le marquis de Rochedragon est même sollicité pour intervenir auprès de l'Assemblée nationale en vue de la création d'un département intermédiaire entre le bas Bourbonnais, le haut Berry et le pays des Combrailles afin de « régénérer » la contrée.
Le fils aîné du marquis de Rochedragon, Louis Fortuné, ayant émigré, les droits sur la terre de Bouges qu'il a hérités de sa mère, décède en 1785, sont considérés comme appartenant à la nation, mais la fille naturelle du marquis, Marguerite Rosalie Laforest, se porte acquéreur de ces droits auprès de l'administration du département le 11 prairial de l'an IV (30 mai 1796) ; sa proposition est acceptée le 26 ventôse de l'an VI (16 mars 1798) et elle verse 191 999 livres soit le sixième de la valeur du domaine selon l'estimation faite par Pierre Delalande, ingénieur géographe. Ce prête-nom permet au marquis de conserver dans sa famille la totalité de ses droits de propriété. 
Après sa mort survenue en 1816, Bouges échoit à ses deux enfants survivants : Anselme François Marie Henri de Rochedragon (1783-1851), gendre du maréchal Mac Donald, colonel du régiment de cuirassiers du duc de Berry et maire de Bouges, et sa sœur Anastasie Flore Éléonore (°1776), par son mariage marquise de Montaigu.

### 1818-1826: Talleyrand et la duchesse de Dino

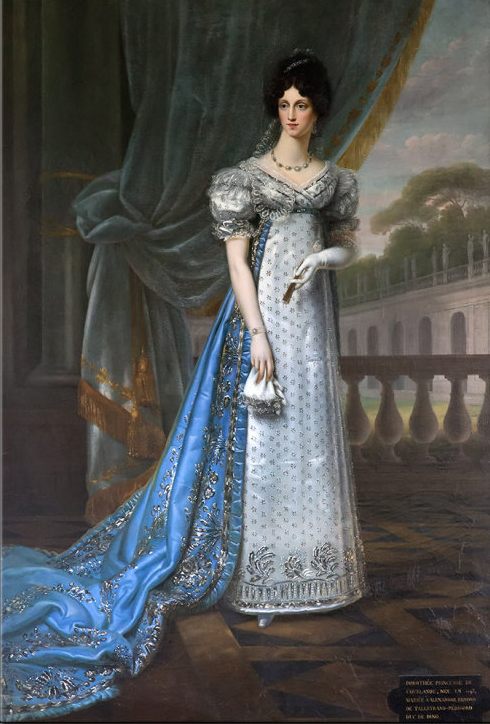
La duchesse de Dino séjourne à plusieurs reprises à Bouges, mis à sa disposition par son oncle Talleyrand.

Le 31 janvier 1818 ceux-ci vendent Bouges pour 650 000 livres à Charles-Maurice de Talleyrand-Périgord, prince de Bénévent, qui possède non loin de là le château de Valençay. Le château est « orné de glaces, boiseries, tentures et autres embellissements » et décrit comme « formant pavillon carré à l'italienne, avec terrasses, jardins, parcs, cour d'honneur, basse-cour, écuries, remises, pavillons de concierge, bâtiments d'exploitation » et il est cédé avec ses « meubles meublants et de ménage, linge, vaisselle, glaces, tableaux, tentures, tapisseries, lits, couchettes ».
Le nouveau propriétaire renouvelle une partie du mobilier comme l'indique l'inventaire effectué en septembre 1818 par Bourgognon, tapissier. Les objets de table, notamment les verres et les couverts, sont gravés de la lettre B ou du nom de Bouges. La chambre dite « de la duchesse de Dino » au rez-de-chaussée, abrite un lit de fer et un mobilier d'acajou recouvert de soie bleue. Dans le grand salon se trouvent des chaises, fauteuils et deux canapés en bois peint garnis de velours jaune, ainsi que deux jardinières. À l'étage, la chambre du prince comprend un lit à baldaquin et un bureau en bois noir. Ce mobilier est laissé à la garde du concierge Mallet qui reprend cet état le 1er novembre 1819 et signale « un mauvais billard et dix mauvaises queues ».
Talleyrand utilise peu le château de Bouges. Son ami le général-comte de Castellane, relatant une visite qu'il y effectue en octobre 1819, précise que le château est « comme neuf, charmant dans tous ses détails, meuble par [le prince] complètement [...] sans qu'il y ait encore couché ». En 1822, Talleyrand fait dresser un état des titres du domaine dont il exploite les vignes. 
Il met la demeure à la disposition de Dorothée de Courlande (1793-1862), duchesse de Dino, épouse de son neveu Edmond, qui y séjourne à diverses reprises mais ne l'évoque jamais.

### 1826-1852: la famille Masson

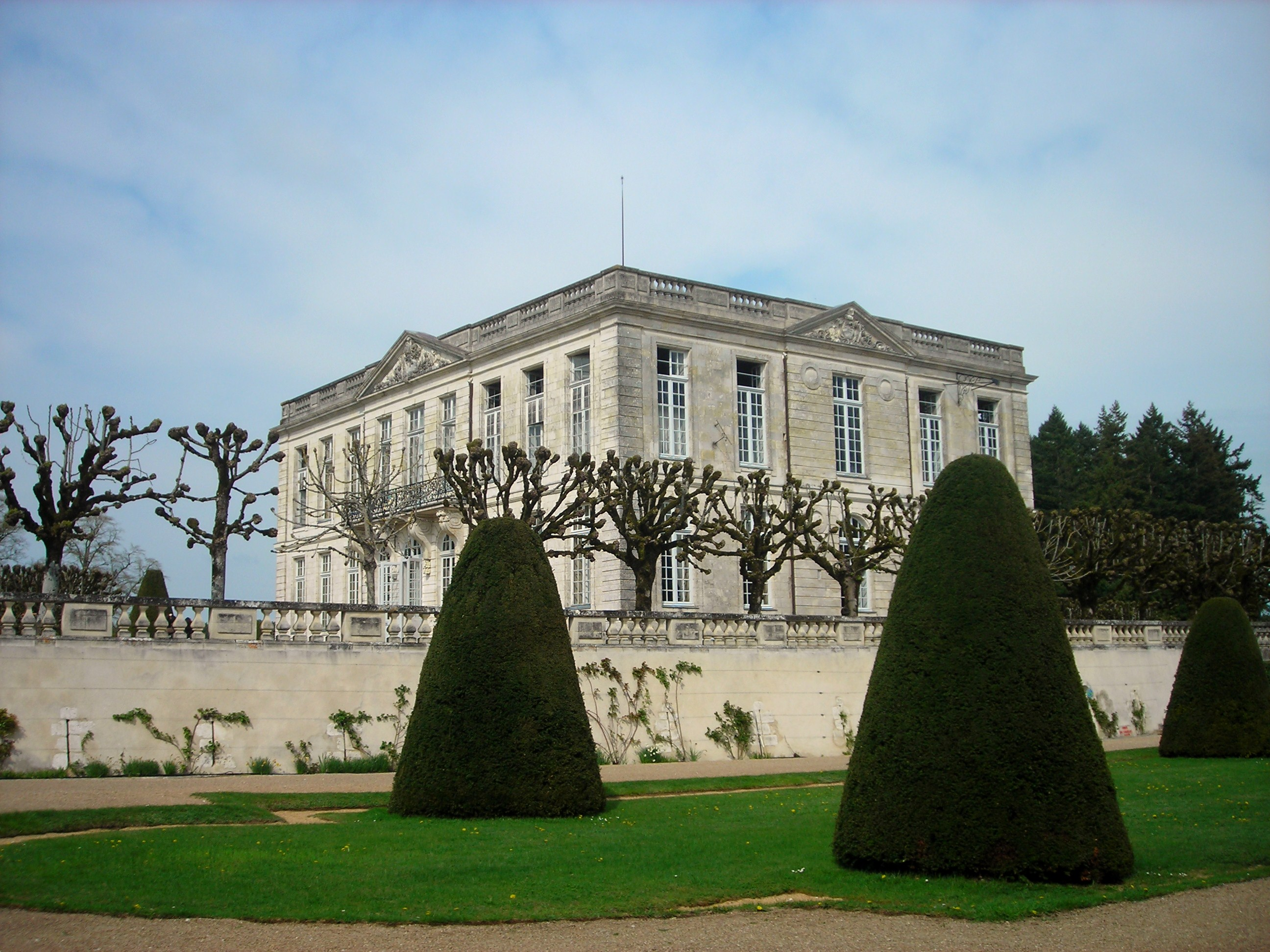

Le 21 novembre 1826, Talleyrand revend Bouges à un homme d'affaires lorrain, Georges Timothée Masson (1774-1857), qui possède également en Berry le château de Villedieu et ses 4 500 hectares de terres, mais passe le plus clair de son temps à Nancy. Il doit sa fortune à la manufacture de tabac fondée par son père à Nancy et possède de grands domaines tels que Guermange et Art-sur-Meurthe. Maire-adjoint de Nancy en 1814, il y reçoit le tsar Alexandre Ier de Russie.
Son fils, Antoine Achille Masson (1815-1882) administre les domaines de Bouges et de Villedieu au décès de sa mère en 1839. Il épouse en 1850 Adélaïde Joséphine Bachasson de Montalivet, deuxième fille d'Adélaïde de Saint-Germain et du ministre Camille de Montalivet qui obtiendra de Napoléon III l'autorisation de transmettre son nom aux descendants de son gendre.
On attribue à Antoine Achille Masson la transformation du parc de Bouges en parc à l'anglaise. Sans doute est-ce lui qui effectue également des aménagements intérieurs : installation du billard dans l'actuelle salle de jeux ; transformation de la chambre contiguë en salle à manger ; installation d'un piano dans le petit salon, avec une partie du mobilier de la chambre de Talleyrand.

### 1853-1857: le général Ben Ayed
En juin 1853, la famille Masson-Bachasson de Montalivet vend le domaine de Bouges au général Mahmoud Ben Ayed, issu d'une importante famille tunisienne originaire de Djerba et installée à Tunis au XVIIIe siècle. Nommé  directeur des magasins de l'État par le bey de Tunis Ahmed Ier, progressivement titulaire de tous les fermages de Tunisie, il crée une banque en 1847 et obtient le monopole de l'émission de billets au porteur remboursables, garantis sur des fonds d'État. Selon le rapport d'un inspecteur des finances envoyé en mission à Tunis, il détourne de 50 à 60 millions de francs, c'est l'affaire Mahmoud Ben Ayed.
Dès 1850, le général obtient la nationalité française et, en 1852, il quitte la Tunisie avec son trésor tout en y conservant certaines affaires. À Paris, il achète l'hôtel Collot, 25 quai d'Orsay (aujourd'hui quai Anatole-France), dont le propriétaire vient de mourir, ainsi que des immeubles de rapport comme le Passage Ben-Aïad. Au moment où il fait l'acquisition de Bouges, il fait déjà l'objet de poursuites. Celles-ci le contraignent à fuir à Constantinople d'où il négocie la vente du château en 1857 au profit d'Adolphe Dufour, qui travaille pour la Compagnie des Eaux de Paris.

### 1857-1917: la famille Dufour
À la mort de ce dernier en 1870, son fils Henri hérite du château et fera effectuer d'importants travaux jusqu'à sa mort en 1913, avec le concours de l'architecte départemental Alfred Dauvergne (1824-1886) puis, probablement, du fils de celui-ci, Henri.
Dauvergne refait les façades du château et envisage de blanchir les balustrades des terrasses (1873). Un calorifère et un monte-plats sont installés dans le château. Le plafond de la salle à manger est refait (1878) à la suite de son agrandissement par la suppression des pièces de service attenantes au nord. Un poêle de style Renaissance y est installé. L'ordonnance de la salle de billard est renforcée par le doublement des portes d'accès au grand salon et à la salle à manger par des percées symétriques; des niches sont créées dans la cloison du vestibule.
C'est très certainement Dauvergne qui ouvre un puits de lumière au centre du château qu'il orne de pilastres et de colonnes ioniques et que l'érudit Fauconneau-Dufresne décrit comme « une splendide cage d'escalier, éclairée par le haut, au moyen d'un double vitrail, terminé par une large lanterne ». Un belvédère est représenté sur une vignette illustrant les Esquisses pittoresques sur le département de l'Indre (1882), mais un dessin du graveur vendéen Octave de Rochebrune dédié à Mme Henri Dufour en 1885, montre un lanterneau de plan carré (surmonté d'un paratonnerre ?) tel que celui qui subsiste aujourd'hui; l'eau-forte (coll. pers.) qu'offrit à la châtelaine "l'hôte reconnaissant" est datée du 20 novembre 1886.
Le château est entièrement restauré vers 1880 et Henri Dufour constate que « les communs produisent un très mauvais effet ». Dauvergne intervient alors sur les dépendances de la basse-cour. Pour relier la cour des communs aux terrasses du château il propose la création d'un escalier qui ne sera réalisé qu'au début du XXe siècle. Il crée des talus et un grand massif circulaire dans la cour d'honneur (1878).

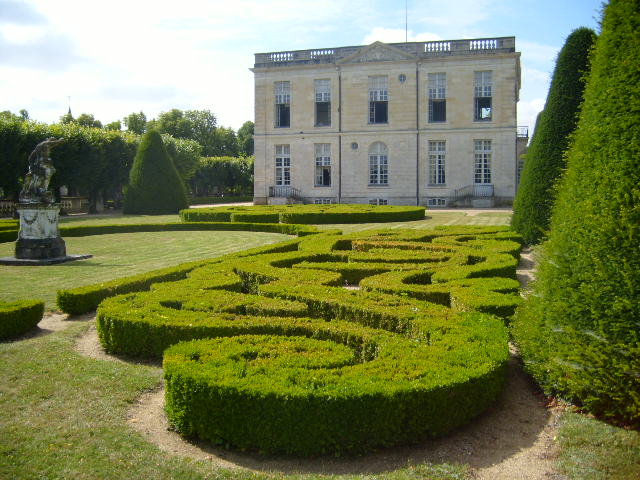
Le parterre de broderies devant la façade nord.

En 1897, Henri Dufour fait appel au célèbre paysagiste Henri Duchêne pour créer des jardins à la française à proximité du château. Son projet est mis en œuvre par son fils, Achille, jusqu'en 1909. Le parc à l'anglaise est restructuré pour dégager des points de vue pittoresques, notamment vers l'étang dont l'emprise est modifiée. Les axes du château sont soulignés par des parterres de buis, notamment au nord, tandis qu'à l'ouest est tracée une longue perspective comprenant un bassin en hémicycle avec buffet d'eau orné de congélations et un grand "tapis vert" se déroulant jusqu'à un monument qui sert de point de fuite. 
La cour d'honneur, bordée de terrasses plantées de tilleuls, est traitée sobrement : Duchêne supprime les massifs et crée une transition entre les terrasses et la cour par des plates-bandes dont les graviers de brique et d'ardoise dessinent une frise de postes.

### 1917-1967: les Viguier
Le 21 janvier 1917, le château est acquis par l'homme d'affaires Henri Viguier (1877-1967), propriétaire et président-directeur général du Bazar de l'Hôtel de Ville, célèbre magasin parisien qu'il développe et dont il assure la prospérité. C'est lui qu'évoque André Roussin dans ses souvenirs : « le très riche et débonnaire oncle Henri, président-directeur-général, habitant alternativement hôtel avenue Foch, château dans l'Indre, manoir à Houlgate ou villa à Grasse ». En janvier 1906, il épouse Marie-Claire Renée Normant, issue d'une riche famille de drapiers de Romorantin, dont les établissements, dénommés Manufacture Normant frères, ont connu une grande prospérité au XIXe et au début du XXe siècle en fournissant le drap bleu des uniformes de l'armée. Henry Viguier est élu maire de Bouges en 1919, sans s'être présenté, et sera réélu sans discontinuer jusqu'à sa mort.

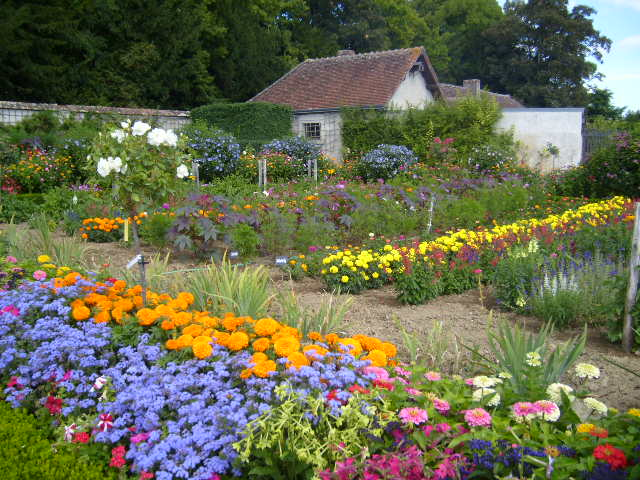
Le jardin de fleurs créé par Renée Viguier.

Les Viguier restaurent le château, le décorent et le remeublent. En effet, à la suite de la succession difficile d'Henri Dufour, sa veuve, qui vit à Biarritz, fait enlever toutes les tapisseries, les meubles et objets mobiliers, et même des glaces et trumeaux. On enlève ainsi les tapisseries de la salle à manger et les dessus-de-portes « embellis de peintures à la manière de Boucher ». Renée Viguier va rendre son atmosphère au château en multipliant les acquisitions de boiseries et de meubles. Elle bénéficie des conseils de l'épouse du couturier Jacques Doucet, qui avait réuni une prestigieuse collections de mobilier du XVIIIe siècle dans son hôtel de la rue Spontini, dont il se sépara par une vente publique mémorable en 1912. Les Viguier achètent un mobilier de qualité mais relevant de la production courante des grands ébénistes parisiens, et n'hésitent pas à le compléter d'éléments de style. Ils constituent des ensembles de sièges à partir d'éléments disparates unifiés par l'emploi de la peinture « gris Trianon » alors à la mode. Le confort de la demeure est amélioré par l'installation de l'électricité et du chauffage central et chacune des sept chambres dispose d'une salle de bains ou d'un cabinet de toilette avec l'eau courante. Les Viguier restaurent les compositions végétales des Duchêne et transforment le potager en jardins de fleurs, tandis que la serre reçoit des plantes exotiques.
Grand amateur d'équitation, Viguier est membre de la Société des Courses de Châteauroux et président du Cercle de l'Etrier. Il possède sa propre écurie, à casaque bleu et jonquille. De luxueux équipages sont remisés dans les communs, les écuries, la sellerie d'honneur sont magnifiques. Le maître des lieux organise aussi des chasses réputées.
En 1944, le domaine fait l'objet d'une demande de réquisition par les autorités allemandes mais une exemption est obtenue grâce à l'intervention de l'architecte en chef des monuments historiques Michel Ranjard. Les travaux reprennent en 1951. 
Après le décès de son épouse en mai 1966, Henry Viguier, âgé de 89 ans et sans descendance, décide de léguer son domaine à la Caisse nationale des Monuments historiques et des Sites, devenue aujourd'hui le Centre des Monuments nationaux. À sa mort, le 22 août 1967, le domaine entre donc dans le patrimoine propre de cet établissement public avec son mobilier comprenant 1 600 pièces. Le testament d'Henry Viguier précise que les revenus du domaine sont destinés à assurer l'entretien et la restauration du château, des communs et du parc.
Le Centre des Monuments nationaux emploie 8 agents contractuels à Bouges. La fréquentation totale s'est élevée à 13 271 visiteurs en 2008 pour une recette de 55 989 euros.
En 1991, un cambriolage a lieu au château et une pendule provenant de Louis XVI est volée. Retrouvée par la police chez les  époux Berlusconi qui demandent à L’État français un dédommagement de 100 000 euros pour la rendre, l'État refuse et la pendule reste chez les Berlusconi.

## Architecture

### Attribution
Le château de Bouges a été attribué sans preuve à Ange-Jacques Gabriel sur la foi d'une approximative similitude avec le Petit Trianon de Versailles bâti par le célèbre architecte entre 1762 et 1768 soit exactement à la même époque, ce qui suffit à rendre cette attribution hautement probable. Elle est aujourd'hui récusée par tous les auteurs.
Le nom de « Gabriel » gravé sur l'un des frontons n'est sans doute qu'un graffiti dû à l'un des ouvriers du chantier, tout comme celui de « Fayeti » qui le surmonte. Les registres paroissiaux font état de l'inhumation en novembre 1767 d'un certain Gabriel, apprenti de Louis Thonet, maçon travaillant au château, qui est peut-être celui qui a gravé son nom sur le château. Sont mentionnés également en 1768, Claude Vidard, charpentier, et François Le Neuf, « maître menuisier au château ». En 1770, François Le Neuf, le serrurier Antoine Favel et Jean Bardon assistent à l'inhumation du frère de ce dernier, qualifié de « peintre et doreur de la ville de Bourges ».
Les délibérations du syndic citent les réclamations de Richard Colasse, maître-couvreur à Paris, et de Mathieu La Chaussée, maître-charpentier à Paris, « pour la couverture d'un nouveau dôme », réalisée en 1778 selon les indications du sieur Vittard, architecte. On ne sait rien de celui-ci et l'on ne peut donc lui attribuer avec certitudes l'ensemble du projet de Bouges, dans lequel on a par ailleurs relevé des similitudes avec l'hôtel Bertrand à Châteauroux, œuvre contemporaine de l'architecte ingénieur Martin Bouchet.

### Extérieurs

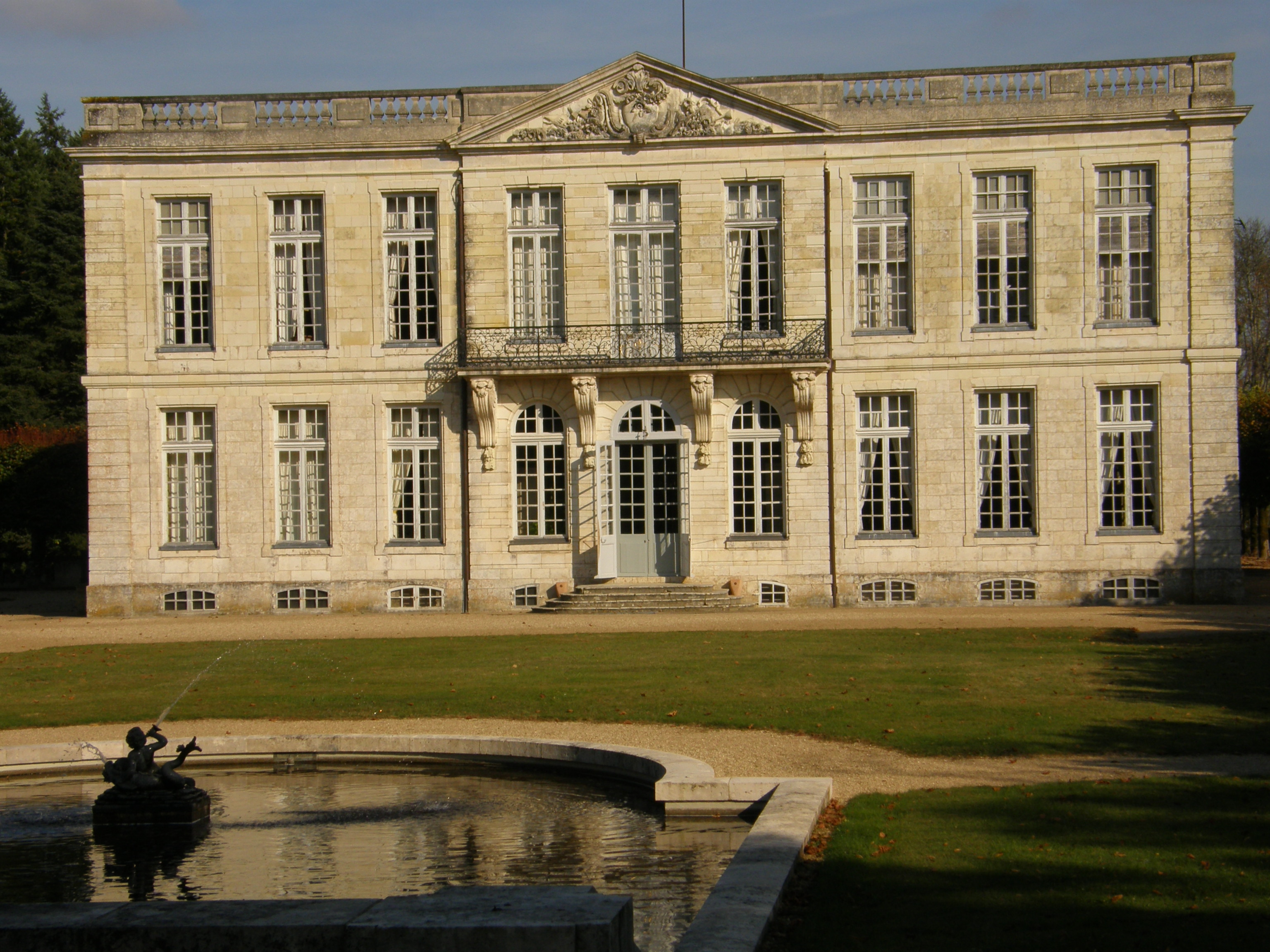
Vue de la façade principale ouest.

Si Bouges est incontestablement une construction très soignée, il ne présente pas les subtilités architecturales du Petit Trianon. En revanche, son organisation en pavillon évoque certains hôtels parisiens comme l'hôtel Peyrenc de Moras et aussi le château de Marly. Dans la seconde moitié du XVIIIe siècle, on note des similitudes évidentes avec le château de Canon (Calvados), réaménagé en 1770 pour Jean-Baptiste Élie de Beaumont.
Le château est une construction de plan rectangulaire dit massé, de 28 x 21 mètres, comprenant neuf travées sur les grandes façades et cinq travées sur les façades latérales. Les façades principales ouvrent l'une sur la cour d'honneur et l'autre sur la grande perspective du "tapis vert". Sous un fronton triangulaire, les trois travées centrales se détachent en léger ressaut, formant un faux avant-corps, sur un fonds de refends continus répondant aux angles traités en bossages à refends. Au rez-de-chaussée, ce faux avant-corps est percé de trois baies en plein cintre, dont la porte d'entrée à laquelle on accède par un perron de quelques marches, et à l'étage de trois baies rectangulaires réunies par un balcon soutenu par quatre consoles.
L'axe médian est également marqué par l'utilisation d'un fronton triangulaire, l'emploi de refends continus et l'utilisation d'une baie centrale en plein cintre au rez-de-chaussée, et rectangulaire au premier étage, encadrées d'œils-de-bœuf percés ou simulés. Chaque croisée des façades latérales est soulignée par un encadrement de plates-bandes qui anime les mures de pierre lisse.
La demeure est construite en pierre de Villentrois. La séparation entre les deux niveaux est marquée par un sobre bandeau et une corniche saillante, qui rendent imperceptibles le niveau entresolé situé entre le rez-de-chaussée et le premier étage ainsi que le niveau de chambres de services situé au second étage. La sculpture est limitée aux frontons et aux consoles des balcons, et à l'emploi systématique de balustres pour cerner les parterres et dissimuler le toit en terrasse que venait couronner un dôme en ardoise au XVIIIe siècle.

### Intérieurs
Le château de Bouges se signale par l'ingéniosité de son organisation intérieure en triple profondeur qui ménage une ouverture maximale sur l'extérieur en libérant le centre du bâtiment, occupé au rez-de-chaussée par un large vestibule reliant le hall d'honneur au salon des jeux. Les autres pièces de réception s'ordonnent au rez-de-chaussée avec les dégagements et pièces de service nécessaires, le grand escalier étant rejeté sur le côté dans l'épaisseur du vestibule. À l'étage, la volée droite de l'escalier débouche sur un vide central autour duquel se développent les appartements les maîtres et les chambres des invités, au nombre de cinq. Les grandes croisées sont munies de volets intérieurs et sont habilement divisées pour donner jour à des entresols. Les cuisines, laverie, caves et resserres se trouvent au sous-sol.
La création, très probablement à la fin du XIXe siècle seulement, d'une verrière éclairée par un lanterneau au-dessus du vide central, a introduit un second axe lumineux très original en tirant un intéressant parti de la disposition d'origine.

### Parc
Le domaine comprend sur 80 hectares un parc paysager, un arboretum, un jardin bouquetier créé en 1920, de vastes serres et des jardins "à la Française" d'un hectare, redessinés au siècle dernier par les Duchêne père et fils. Le parc offre également au regard des bordures de buis et d'ifs taillés "en cône", le tout entouré d'un double alignement de tilleuls. La perspective du bassin mène au buffet d'eau de la nymphée, au centre de la pelouse s'élève un groupe sculpté de marbre blanc représentant Hercule. 
Le jardin bouquetier est composé suivant deux axes principaux, au croisement desquels se trouve un bassin circulaire. La grande serre abrite quelques espèces de plantes rares ou exotiques.
Le parc "à l'Anglaise" s'étend sur 80 hectares et comprend des liquidambars, des tulipiers, des hêtres, des berberis, des sumacs... Le parc est labellisé  Jardin remarquable.
De somptueuses écuries installées dans les communs abritent les voitures hippomobiles utilisées par ses derniers propriétaires.

## Seconde Guerre mondiale
Si en 1944, le domaine échappe à une demande de réquisition par les autorités allemandes, il abritera une unité de la 2e DB du général Philippe Leclerc de Hautecloque, mise là au repos.
C'est un épisode mal connu de la Seconde Guerre mondiale dans l'Indre : Jean Moncorgé, alias Jean Gabin, a passé plusieurs semaines à Bouges-le-Château au printemps 1945, avec son régiment de fusiliers marins dépendant de la célèbre 2e DB. Les 18 000 soldats de la 2e DB sont invités à souffler dans l'Indre. L'intermède, avant de départ vers l'Allemagne que Leclerc et ses hommes contribueront à libérer, dure du 1er mars au 15 avril 1945.
Accueillis à Bouges-le-Château, les gars du Régiment de fusiliers marins, sont logés chez l'habitant. Ils sont surnommés Les Marins ou les pompons rouges. Rapidement intégrés, ils donnent des coups de main dans les fermes. Ils aimaient la belote et la goutte : les hommes de la 2e DB ont pris du bon temps lors de leur arrêt prolongé dans l'Indre avant de reprendre le combat.

## Protection
Le château de Bouges fait l’objet d’un classement au titre des monuments historiques depuis le 7 septembre 2001. Cela concerne le château, ses dépendances, ses jardins, son parc ainsi que les bâtiments et les murs de clôture et l'allée d'arrivée. Cet arrêté a annulé les mesures de protection antérieures : l'arrêté de classement au titre des monuments historiques du 28 décembre 1961 et les arrêtés d'inscription au titre des monuments historiques des 21 octobre 1944 et 3 mars 1997.

## Fréquentation
En 2016, elle a reçu 17 883 visiteurs .

## Filmographie
Le château et son parc ont servi de cadre à certaines scènes du film d'Yves Angelo Le Colonel Chabert (1994) avec Gérard Depardieu et Fanny Ardant.
La compagnie chorégraphique  Fêtes Galantes a présenté un spectacle "Fata Morgana" en 2018 dans le parc du château. Chorégraphie de Béatrice Massin.